# Alfa (aparat fotograficzny)

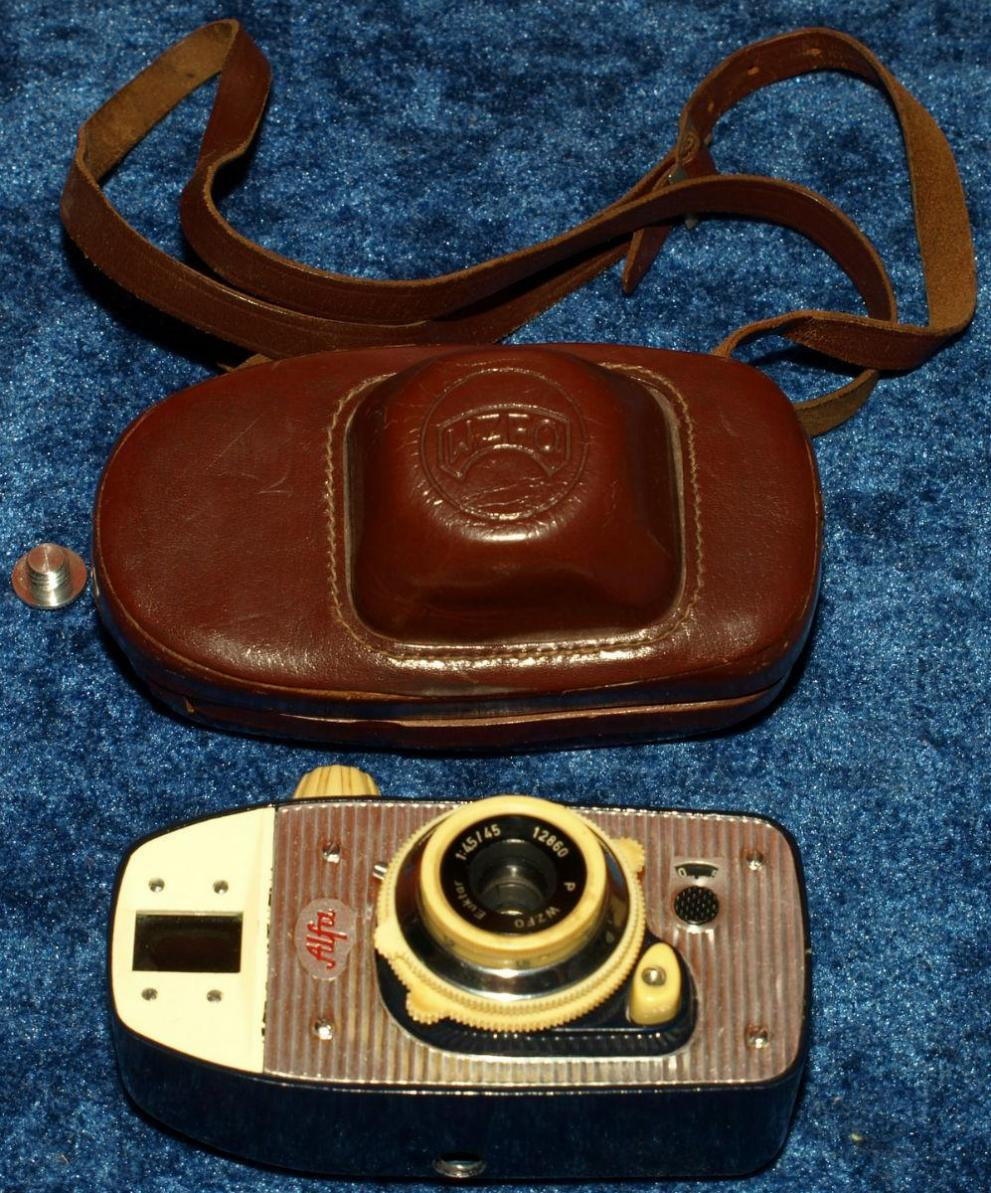
Alfa

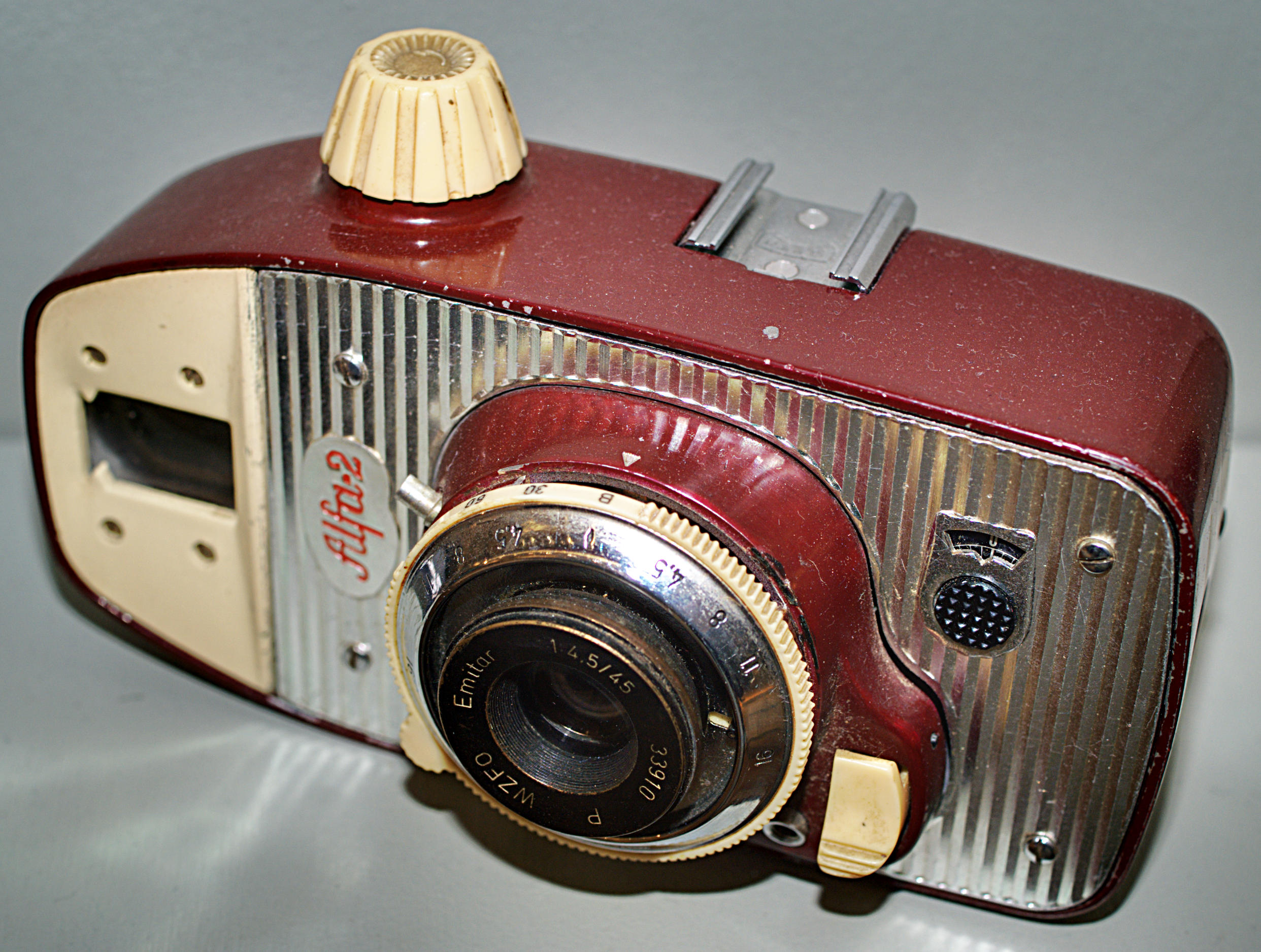
Alfa-2 na wystawie "Produkt Polski" w Galerii Krakowskiej

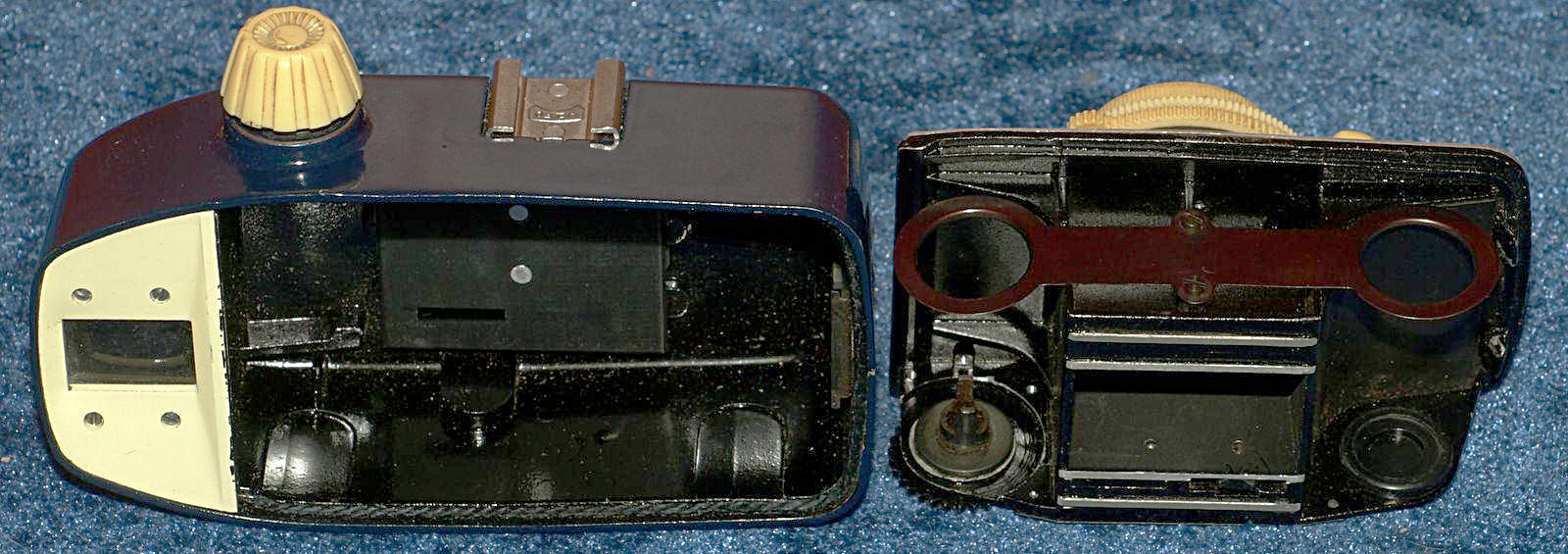

Alfa – produkowany przez WZFO małoobrazkowy aparat fotograficzny. Projekt Olgierda Rutkowskiego i Krzysztofa Meisnera.

## Dane techniczne
Alfa (1962-64):
- typ – kompakt
- format negatywu – 24x36 mm (błona typu 135)
- obiektyw – Euktar 45mm f/4,5
- przysłona – od 4,5 do 11
- migawka centralna – 1/30, 1/60, 1/125 s i B
- sanki i gniazdo synchronizacji lampy błyskowej
- minimalna odległość fotografowania – 1 metr
- licznik zdjęć

Alfa 2 (1964-65):
- obiektyw Emitar 45 mm f/4,5
- przysłona – od 4,5 do 16
- dodane znaczniki paralaksy w wizjerze, gniazdo wężyka spustowego przeniesione ze spustu migawki na korpus apratu.